# Esercito degli emigrati

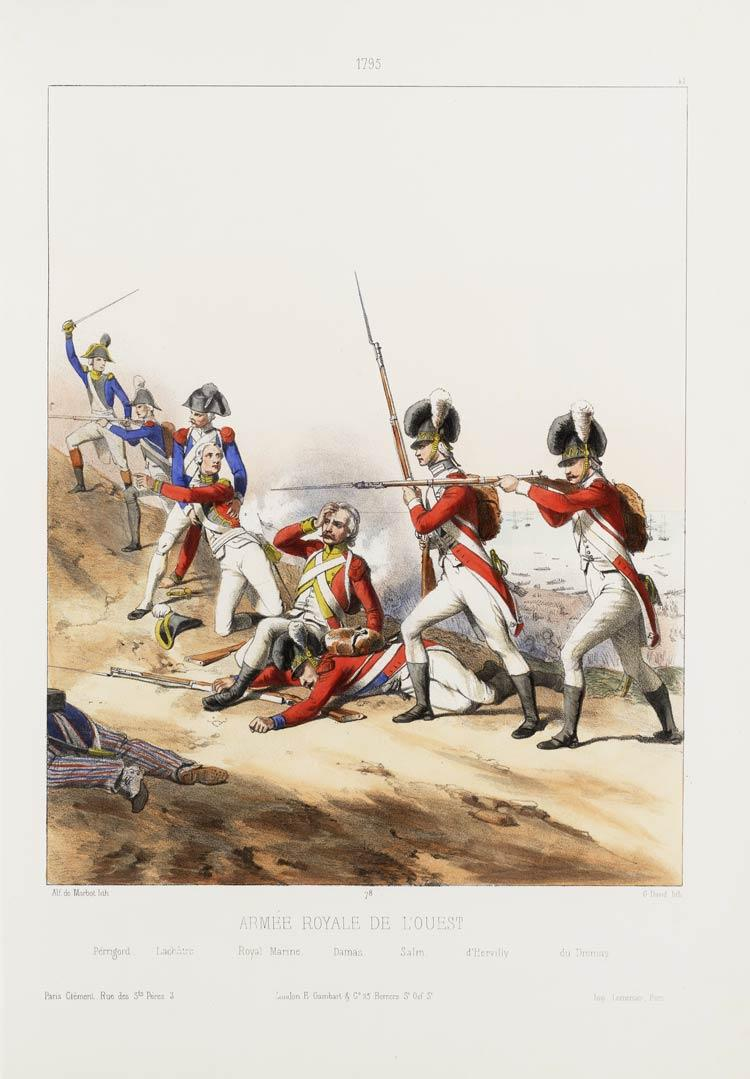
Armée Royale de l'Ouest.

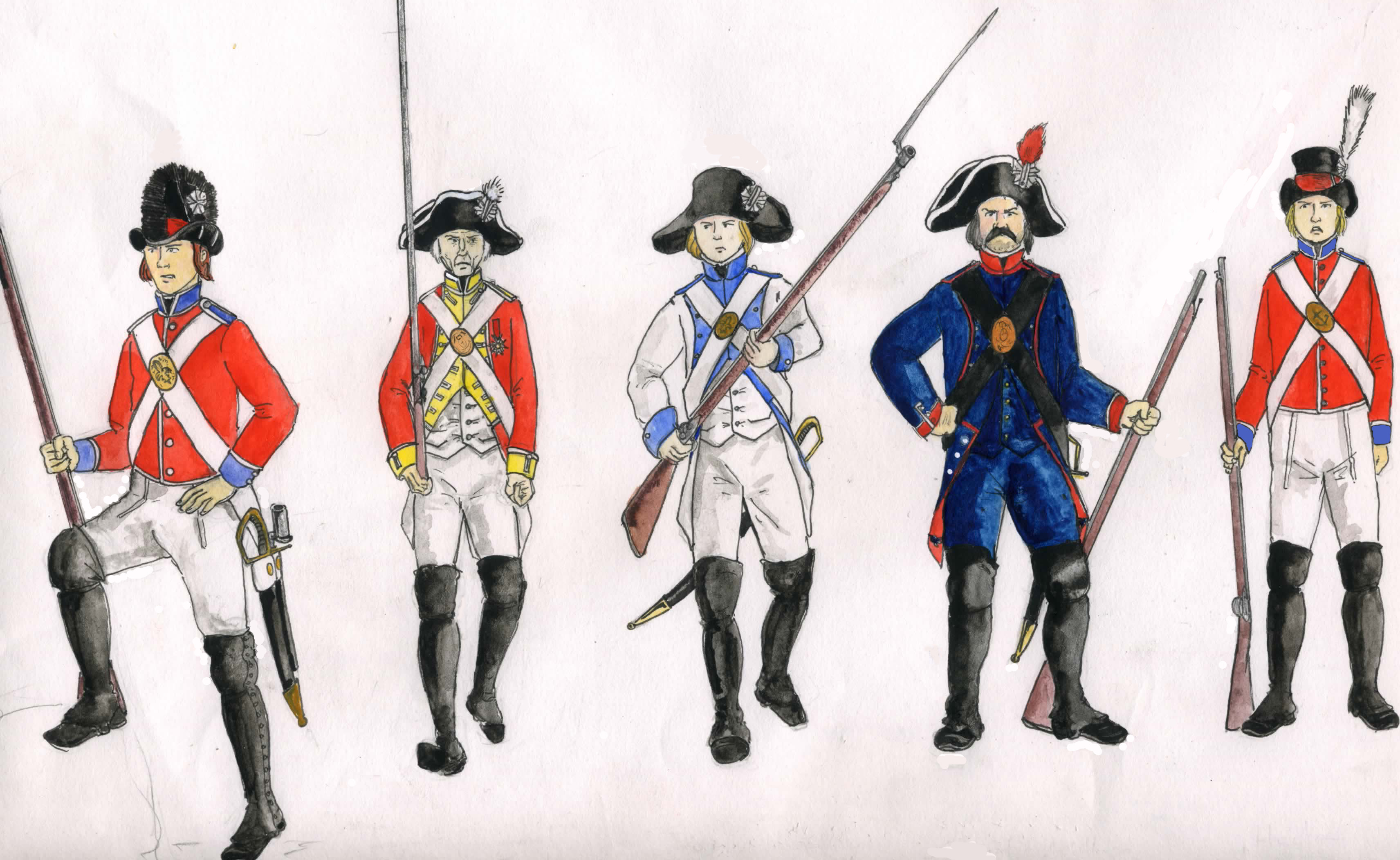
Soldati emigrati della prima divisione a Quiberon:
1) Régiment du Dresnay ou de Léon.
2) Loyal Emigrant.
3) Régiment d'Hervilly.
4) Royal Artillerie.
5) Régiment d'Hector ou Marine-Royale.

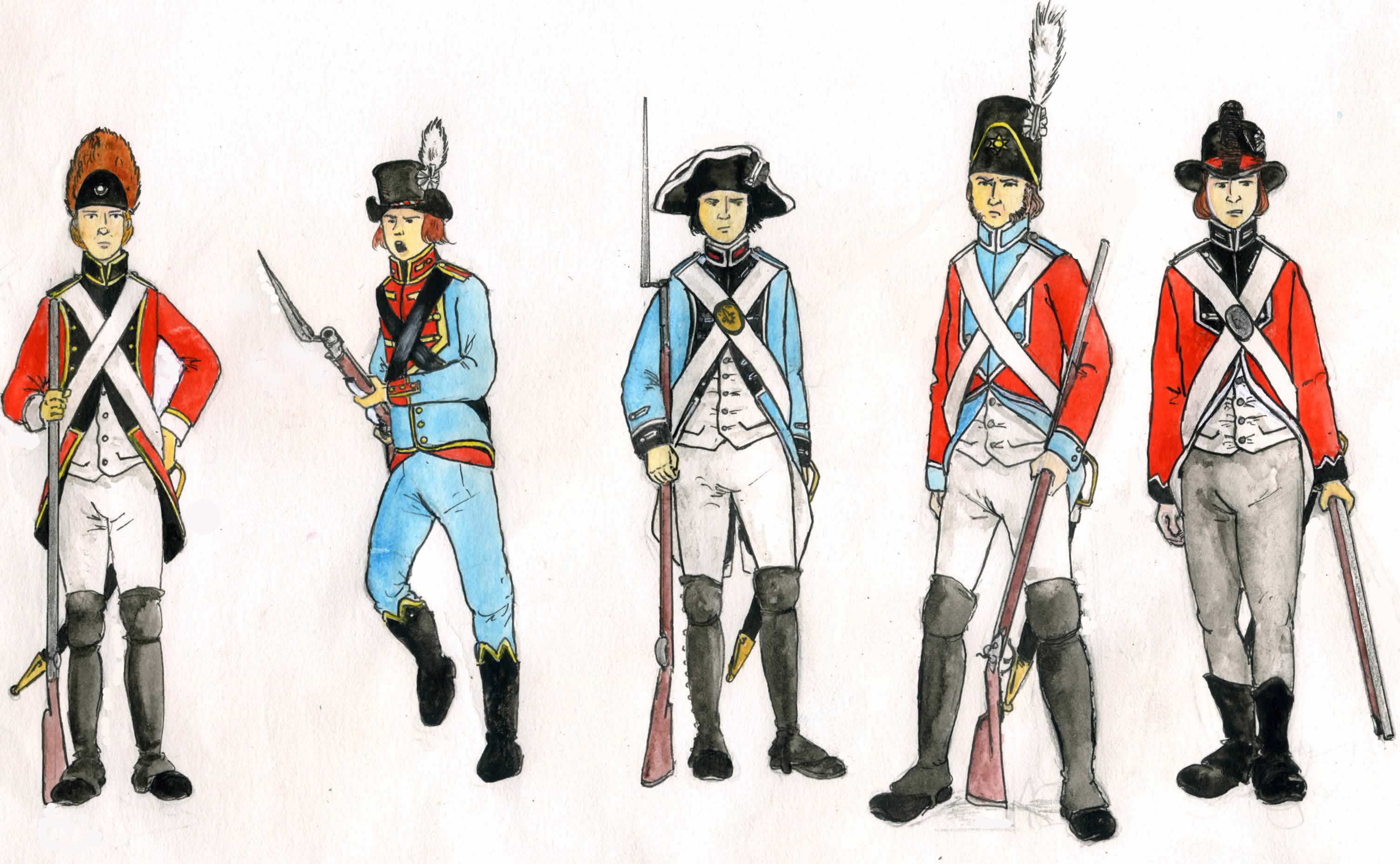
Soldats émigrés della seconda divisione a Quiberon:
1) Légion du Périgord.
2) Légion de Béon.
3) Régiment de Damas.
4) Régiment de Rohan.
5) Légion de Salm-Kiburg.

L'Esercito di emigrati (in francese Armée des émigrés) fu quell'esercito controrivoluzionario nato in seguito alla rivoluzione francese, composto da nobili e dalle truppe monarchiche (soprattutto ma non solo ufficiali) che erano emigrate fuori dalla Francia per continuare a servire il re. Questi quadri reclutarono privatamente, spesso tra i disertori dell'esercito francese, i soldati per rimpolpare e costituire i reparti (in cui però fu possibile ritrovare, come nel XV secolo, diversi nobili combattere come soldati semplici).
L'esercito degli emigranti fu sostenuto e finanziato dalle potenze coalizzate contro la Francia rivoluzionaria, e da fondi recuperati dagli stessi principi, sia dai loro patrimoni che da quelli dei loro sostenitori in patria o altrove. Vi era però un'eterogenesi dei fini, con le potenze monarchiche interessate a contenere (più che a distruggere) la rivoluzione, magari modificando in loro favore i confini della Francia, e gli emigrati, che invece puntavano al ritorno del vecchio regime assolutistico, alla liberazione di Luigi XVI prima e, dopo la sua decapitazione (1793), di Luigi XVII (deceduto nel 1795), fedeli alla dinastia borbonica. In questo vi era un notevole punto di contatto con le quinte colonne nobiliari interne alla Francia, come quelle che combatterono la guerra di Vandea come l'esercito cattolico e reale, con lo scopo di ripristinare la monarchia assoluta, e con i guerriglieri chouan (contadini vandeani).
Seguendo un atteggiamento disfattista e aventiniano dell'antica aristocrazia, aveva adottato la coccarda bianca dell'ancien régime.

## Composizione
Era formato da:
- Volontari nobili, dei quali, alcuni servirono nell'esercito reale e altri no, che erano emigrati fuori della Francia agli inizi della rivoluzione, come fece gran parte della nobiltà francese.
- Truppe al servizio di questi nobili pagati dai nobili stessi o tramite sovvenzioni dalle monarchie estere.
- Unità dell'esercito francese che sostenevano i monarchici.

Tutti gli eserciti degli emigranti attrassero molti aristocratici delle più diverse origini, nobiltà di spada come nobiltà di toga, ricchi (inclusi alcuni borghesi) come poveri, vecchissimi (magari ex ufficiali della guerra dei sette anni) come giovanissimi (magari fuggiti dai collegi militari e dalle accademie). E accanto ai militari si mantennero numerosi civili, familiari e cortigiani dei nobili, amanti, prostitute, servitori, attori, membri, a vario titolo, della società di corte.
Vi furono però diversi problemi di coesione: innanzi tutto la nobiltà francese era già divisa prima della rivoluzione (ed anzi il frondismo di parte dell'aristocrazia favorì e fu concausa della rivoluzione), queste linee di divisione non si spensero subito, anzi. Da un lato vi furono così gli "eserciti dei principi", formati dai fratelli e parenti prossimi di Luigi XVI (ed in particolare dal conte di Provenza, dal conte d'Artois e dall'ultra realista Carlo Ferdinando conte di Berry) e dai loro cortigiani (incluso il clan dei Polignac), dall'altro l'esercito dei principi di Condè, membri della casa reale francese, che però erano molto mal visti sia dal re che dalla regina Maria Antonietta (anche perché il principe di Condè era un noto libertino). Semplificando, il primo gruppo era formato, in prevalenza, da cortigiani e nobili poco avvezzi con il vero "mestiere" delle armi, e abituati ad ottenere i gradi in base al titolo. Numerosissimi erano gli esponenti della più antica nobiltà, che si riunivano ancora in base alla più rigida etichetta e alla massima attenzione al blasone, vi era però anche una scarsa preparazione militare e finì per essere incapace di svolgere un ruolo autonomo dai finanziamenti delle corti austriache e prussiane. Il loro esercito esistette fin tanto che i finanziamenti vi furono (1791-1792), non brillò per operatività e capacità militare. Diverso il caso dell'esercito del principe di Condè, che attrasse meno uomini (e non tutti di antica nobiltà), sovente però militari di carriera, spesso non nelle grazie della vecchia monarchia (come, del resto, i suoi comandanti) ma fedeli all'idea monarchica. Fu molto più efficiente, anche se più per il temerario coraggio che ne animava le file piuttosto che per la disciplina e le tradizionali qualità militari di professionalità e abilità. Mentre l'esercito dei conti di Provenza ed Artois durò per pochi anni e si sciolse (senza indennità e senza pagare le truppe) non appena non fu più ritenuto conveniente dalle potenze della prima coalizione, il secondo ebbe una vita molto più lunga ed autonoma, diventando una forza professionale mercenaria al soldo delle potenze più ostili al nuovo regime, pur con una sua propria agenda politica reazionaria ma nazionale e francese. Inoltre quando, dopo il trattato di Campoformio, l'Austria sospese le ostilità con la Francia, riuscì a non smobilitare, passando al servizio di varie nazioni fino al trattato di Lunéville del 1801 (e smobilitando solo l'anno successivo con la pace tra Francia e Gran Bretagna). Molti membri di questa armata militarono poi negli eserciti prussiano e russo, diventando parte delle rispettive nobiltà. Grazie a questa sua maggiore durata, quasi tutti i reparti di maggiore successo degli eserciti dei principi, oltre a diversi esponenti delle rivolte legittimiste in Francia e dell'ammutinamento di Tolone raggiunsero e continuarono a combattere nell'esercito dei Condè, che fu l'erede e il continuatore di tutte le armate degli emigranti. Fu anche l'unico reparto che riuscì ad autofinanziarsi in parte (grazie alle fortune degli emigranti) e in cui i nobili più ricchi e i comandanti si decurtarono la paga per favorire i subordinati e i soldati semplici.
Altri reparti simili si formarono (durando per diversi anni) in altre parti d'Europa, specie in Spagna, dove però operarono come reggimenti-legioni di emigrati al servizio dei Borbone di Spagna. Alla guida di questi reparti vi era il marchese (e poi duca) di Saint Simon.
Dopo la svolta repubblicana della rivoluzione e l'esecuzione del re anche i militari e i nobili monarchico-costituzionali (ed infine anche liberali, orleanisti e repubblicano-moderati), tra cui si annoveravano alcuni dei migliori o più famosi ufficiali francesi (come il conte di Narbonne e il duca di Lauzun e La Fayette) furono costretti all'emigrazione o furono ghigliottinati; solo pochissimi di questi furono accolti negli eserciti degli emigranti, che li consideravano comunque dei traditori del vecchio regime e della vecchia monarchia, e ai loro occhi poco di meglio che dei giacobini. Per questo molti di costoro emigrano in America, o in Gran Bretagna, oppure entrarono direttamente al servizio di potenze estere impiegate nella guerra contro la Francia, anche se non pochi di costoro reputarono, come il conte di Narbonne, disdicevole e disonorevole combattere contro la Francia quale che ne fosse il regime, fino a negare al ministro Pitt il giovane qualsiasi informazione sull'esercito francese.

## Elenco degli eserciti

### Esercito di Condé
Circa 5.000 uomini, ma con dimensioni molto variabili tra il 1792 (quando raggiunse quasi i 20.000, inclusi però anche i non combattenti) e il 1801. Nel 1792 era diviso in due corpi, uno noto come del principe di Condè, l'altro, verso la frontiera olandese, detto "esercito del principe di Borbone" o "armata del centro" era comandato dal figlio del principe di Condè e si fuse con il precedente l'anno successivo.
- Reggimento di Mortemart,
- Reggimento della fanteria nobile (da 1300 a 2300 uomini, poi cacciatori di Mazancourt o cacciatori nobili, finì poi per essere incorporato nell'esercito russo)
- Legione nera di Mirabeau, poi legione di Damasco (in genere sui 1200 uomini, arrivò a contarne 3000)
- Reggimento fanteria di linea di Hohenlohe (in genere un solo battaglione di 600 uomini, ma particolarmente abile)
- Reggimenti degli Ussari Baschi (o di Cala) e di Carneville (uniti poi nel solo reggimento Carneville)
- Reggimento di fanteria del cardinale di Rohan (in genere un solo battaglione, arrivò però a dilatarsi fino a 3000 uomini)
- Dragoni d'Enghien
- Reggimento di cavalleria del Delfino
- Reggimento dragoni Fargues (presto ridotto a meno di uno squadrone e usato come deposito)
- Reggimento dragoni visconte Clermont-Tonnerre (smontati per carenza di cavalli, poi inclusi nella cavalleria del Delfino)
- Corazzieri Furange (di piccole dimensioni)
- Altri reparti di varia consistenza, inseriti in legioni o in battaglioni mobili.

### Esercito dei principi
Quest'esercito è stato creato nel 1792 in Germania, a Treviri, e comandato dai marescialli de Broglie e de Castries, sotto la guida dei fratelli di Luigi XVI: il conte di Provenza ed il conte di Artois. Forte di 10.000 uomini, rientra in Francia al fianco dell'esercito di Brunswick ed è congedato il 24 novembre 1792, due mesi dopo la vittoria francese a Valmy. Alcune unità meglio attrezzate di questo esercito sono trattenute dentro l'esercito austriaco fino al 1797, quando furono congedate (confluendo poi in parte nell'esercito di Condè). Nell'esercito dei principi furono riformati i reggimenti della real casa (inclusi i moschettieri del Re e vari corpi di guardie del corpo, come i cento arcieri, i gendarmi della guardia, le guardie delle porte, le guardie del corpo reale, ecc.) dalle splendide divise ma di scarsa modernità militare. Molto carente risultava l'artiglieria, né gli austriaci sembravano disponibili a rifornirla. Inoltre, soprattutto inizialmente, vi fu una feroce rivalità con l'esercito di Condè. Solo dopo il 1792-1793, quando l'esercito dei principi fu sciolto (in modo, per altro, vergognoso a detta di molti, visto che i principi non mossero un dito per cercare di convincere l'imperatore a ritornare sulla sua decisione) l'armata di Condè conquistò la simpatia della maggioranza degli emigranti intenzionati a continuare con la vita militare (e che apprezzarono il diniego del vecchio principe di Condè a sciogliere le sue truppe, malgrado gli ordini dell'imperatore). Moltissimi aristocratici però abbandonarono definitivamente la guerra, dopo averne fatto esperienza, visto che in un solo anno di campagna, anche per la scarsità di ospedali e rifornimenti, moltissimi erano stati i feriti e moltissimi nobili, che avevano scelto di marciare come soldati semplici, si erano scoperti troppo delicati per le fatiche della guerra come soldati.

### Altre unità
Legione dei Pirenei:
- Creazione: 1794
- Altri nomi: in maggio, "Legione reale dei Pirenei"
- Creatore: Marchese di Saint-Simon
- Il comandante: Marchese di Saint-Simon
- Truppe: 600 fanti e uno squadrone di ussari
- Teatro di operazioni: Pirenei Atlantici
- Impegni: Saint-Étienne-de-Baïgorry (26 aprile 1794), forti perdite (di cui 17 prigionieri); montagne di Arquinzun (10 luglio 1794), forti perdite (dal 30 al 50% della truppa); Port-Bidassoa (24 luglio 1794), forti perdite per coprire la ritirata spagnola (di cui 50 prigionieri); Assedio di Pamplona (novembre 1794).
- Inviata nelle retrovie nel 1795, quindi integrata nel reggimento dei Borbone

Legione di Panetier:
- Creazione: 1793
- Altri nomi: "Legione della regina (di Spagna)" nel giugno 1794
- Creatore: conte di Panetier (morto nel gennaio 1794)
- Il comandante: conte di Panetier, quindi il generale di Santa-Clara
- Truppe: 400 uomini; completata nel giugno 1794 da una compagnia fuggita dall'assedio di Tolone;
- Teatro di operazioni: Pirenei Orientali
- Impiego: difesa di Port-Vendres (maggio 1794), fuggiti via mare (per evitare di venire catturati e ghigliottinati); Zamora 5 gennaio 1796
- Integrata nel reggimento dei Borbone

Legione del Vallespir:
- Creazione: 1793
- Altri nomi: "Battaglione della frontiera", verso maggio 1793
- Creatore: il generale spagnolo Ricardos: fornisce soldati spagnoli ad ufficiali francesi emigrati
- Teatro di operazioni: difesa del Vallespir, quindi Rossiglione
- Numerose diserzioni verso la Legione di Panetier. Integrata nel reggimento dei Borbone.

Reali Roussillon:
- Creazione: gennaio 1794 a Barcellona da emigrati, prigionieri, disertori
- Creatore: Generale Ricardos
- Truppe: 200 nel giugno 1794 (di cui 129 massacrati dalla folla perché si divertivano nelle loro taverne un giorno di processione);
- Impiego: mai impiegati
- Inseriti nella "Legione di Panetier" (nel momento in cui divenne la "Legione della Regina")

Reggimento dei Borbone:
- Creazione: 1796 a partire dalla "Legione della Regina" (ex-Legione di Panetier), più l'unione con il "Battaglione della frontiera", e la "Legione reale dei Pirenei"
- Altri nomi: integrato all'esercito spagnolo, porta prima il nº 47, quindi il nº 37
- Creatore: Marchese di Saint-Simon
- Il comandante: Marchese di Saint-Simon
- Truppe: 1600 uomini (1808)
- Teatro di operazioni: guarnigione a Ciudad Rodrigo (1797) quindi a Maiorca
- Impiego: assedio di Girona (caduta il 9 dicembre 1808, con la perdita di 300 prigionieri; Rozas (1808)
- Nel 1814 viene creato nuovamente con il nº 41, quindi diventa nel 1860 il 53º reggimento di fanteria, chiamato "El Emigrado".